# Manbarklak
Manbarklak is de genormeerde naam van een zware houtsoort, of groep zware houtsoorten, die vooral wordt gebruikt voor waterbouwkundige werken. 
In de praktijk is er de nodige verwarring rond dit hout: in Suriname wordt de algemene naam "barklak" gebruikt voor een aantal hout- en boomsoorten. Binnen dat "barklak" wordt dan onderscheid gemaakt tussen "manbarklak" (Engels man) en "oemanbarklak" of "umanbarklak" (Engels woman), waarbij specifieke soorten ook namen kunnen hebben met een voorvoegsel of een bijvoeglijk naamwoord. Het manbarklak zijn dan de meer duurzame houtsoorten (die paalworm bestendig zijn), terwijl oemanbarklak de minder duurzame soorten zijn.
Deze houtsoorten worden geleverd door bomen van Eschweilera en Lecythis (beide neotropische geslachten in de familie Lecythidaceae). Taxonomisch wil het nog wel gebeuren dat soorten van het ene geslacht naar het andere verschoven worden (of overigens hernoemd), zodat er nog weleens verwarring heerst over botanische herkomst. Het echte manbarklak lijkt uitsluitend van Eschweilera soorten te komen, terwijl het oemanbarklak geheel, of deels, zal komen van Lecythis-soorten.
In andere landen hebben de soorten tal van andere handelsnamen.